# 聖馬賽厄斯 (明尼蘇達州)
聖馬賽厄斯（英語：St. Mathias）是位於美國明尼蘇達州克羅溫縣聖馬賽厄斯鎮區的一個非建制地區。

## 地理
聖馬賽厄斯所處的海拔為高於海平面374米（即1227英呎），而該地所採用的時區為UTC-6，即北美中部時區（CST）。同時該地設有夏令時間，為UTC-6調快一小時，即UTC-5（CDT）。